# Trapézio (geometria)
Na geometria o trapézio é um quadrilátero com dois lados paralelos entre si, que são chamados de base maior e base menor.

## Definição
A definição mais aceita para um trapézio é a seguinte:
Um quadrilátero plano convexo é um trapézio se, e somente se, possui dois lados paralelos.
{\displaystyle ABCD\quad {\text{é trapézio }}\qquad \Longleftrightarrow \qquad \left({\overline {AB}}//{\overline {CD}}\quad {\text{ou}}\quad {\overline {AD}}//{\overline {BC}}\right)}
Alguns autores definem um trapézio como sendo um quadrilátero que possui exatamente um par de lados paralelos, excluindo portanto os paralelogramos, porém essa definição não é a mais rigorosa existente, pois ela faria com que conceitos tais como o da aproximação trapezoidal para a integral definida fossem mal definidos. Para tanto, admite-se a definição vista acima.

## Propriedades dos trapézios
Os trapézios possuem as seguintes propriedades:
1. Em qualquer trapézio {\displaystyle ABCD} de bases {\displaystyle {\overline {AB}}} e {\displaystyle {\overline {CD}}} temos que {\displaystyle {\hat {A}}+{\hat {D}}={\hat {B}}+{\hat {C}}=180^{\circ }}.
2. Os ângulos de cada base de um trapézio isósceles são congruentes.
3. As diagonais de um trapézio isósceles são congruentes.

### Demonstração das propriedades

#### 1º Propriedade

Em qualquer trapézio {\displaystyle ABCD} de bases {\displaystyle {\overline {AB}}} e {\displaystyle {\overline {CD}}} temos que {\displaystyle {\hat {A}}+{\hat {D}}={\hat {B}}+{\hat {C}}=180^{\circ }}
{\displaystyle {\overleftrightarrow {AB}}//{\overleftrightarrow {CD}}}{\displaystyle }, {\displaystyle {\overleftrightarrow {AD}}} é transversal {\displaystyle \Longrightarrow {\hat {A}}+{\hat {D}}=180^{\circ }}
e
{\displaystyle {\overleftrightarrow {AB}}//{\overleftrightarrow {CD}}}{\displaystyle }, {\displaystyle {\overleftrightarrow {BC}}} é transversal {\displaystyle \Longrightarrow {\hat {B}}+{\hat {C}}=180^{\circ }}
Logo temos que
{\displaystyle {\hat {A}}+{\hat {D}}={\hat {B}}+{\hat {C}}=180^{\circ }}

#### 2° Propriedade
Os ângulos de cada base de um trapézio isósceles são congruentes
Para demonstrar essa propriedade vamos, primeiro, enunciá-la matematicamente.
{\displaystyle {\overline {AB}}\quad {\text{e}}\quad {\overline {CD}}\quad {\text{são bases do trapézio isósceles }}ABCD\qquad \Longrightarrow \qquad ({\hat {C}}\equiv {\hat {D}}\quad {\text{e}}\quad {\hat {A}}\equiv {\hat {B}})}
Tomando dois pontos {\displaystyle A'} e {\displaystyle B'}, de modo que ambos estejam em {\displaystyle {\overline {DC}}} e que {\displaystyle {\overline {AA'}}\perp {\overline {DC}}} e {\displaystyle {\overline {BB'}}\perp {\overline {DC}}}.
Como {\displaystyle ABCD} é um trapézio nós sabemos que {\displaystyle {\overline {AB}}//{\overline {CD}}}, o que implica que {\displaystyle {\overline {AA'}}\equiv {\overline {BB'}}}, por serem distâncias entre retas paralelas.
Se observarmos os triângulos {\displaystyle AA'D} e {\displaystyle BB'C}, podemos ver que eles são congruentes:
{\displaystyle {\overline {AA'}}\equiv {\overline {BB'}}\quad {\text{e}}\quad {{\overline {AD}}\equiv {\overline {BC}}}\quad (CH)\qquad \Longrightarrow \qquad {\triangle {AA'D}\equiv \triangle {BB'C}}}
Como os triângulos são congruentes, temos que {\displaystyle {\hat {C}}\equiv {\hat {D}}}.
Por fim, visto que {\displaystyle {\hat {A}}} e {\displaystyle {\hat {B}}} são suplementares de {\displaystyle {\hat {D}}} e {\displaystyle {\hat {C}}}, respectivamente (por conta da propriedade demonstrada anteriormente), temos: {\displaystyle {\hat {A}}\equiv {\hat {B}}}.
Logo os ângulos de cada base de um trapézio isósceles são congruentes.

#### 3º Propriedade

As diagonais de um trapézio isósceles são congruentes.
Para demonstrar essa propriedade vamos, primeiramente, enunciá-la matematicamente.
{\displaystyle ABCD\quad {\text{é um trapézio isósceles de base  }}\quad {\overline {AB}}\quad {\text{e}}\quad {\overline {CD}},\quad {{\overline {AD}}\equiv {\overline {BC}}}\qquad \Longrightarrow \qquad {{\overline {AC}}\equiv {\overline {BD}}}}
Observe os triângulos {\displaystyle ADC} e {\displaystyle BCD}, que são congruentes:
{\displaystyle {\overline {AD}}\equiv {\overline {BC}}\quad {\text{e}}\quad {{\hat {D}}\equiv {\hat {C}}}\quad {\text{e}}\quad {\overline {DC}}={\overline {CD}}\quad (LAL)\qquad \Longrightarrow \qquad \triangle {ADC}\equiv \triangle {BCD}}
Sabendo que os triângulos são congruentes temos: {\displaystyle {\overline {AC}}\equiv {\overline {BD}}}
Logo as diagonais de um trapézio isósceles são congruentes.

## Cálculo da área

Um trapézio.

A área A de um trapézio simples (isto é, sem auto-interseções) é dada por
{\displaystyle A={\frac {(B+b)}{2}}\cdot h,}
em que B e b são os comprimentos dos lados paralelos (as bases maior e menor) e h é a altura (a distância entre esses lados). Em 499 EC Aryabhata, um grande matemático-astrônomo da era clássica da matemática e física indiana, usou este método no Ariabatiia (seção 2.8). A fórmula anterior tem como caso particular a fórmula que fornece a área de um triângulo, considerando-se um triângulo como um trapézio degenerado em que um dos lados paralelos foi reduzido a um único ponto.
A mediana do trapézio é o segmento que une os pontos médios dos lados não paralelos. O seu comprimento m é igual à média dos comprimentos das bases do trapézio:
{\displaystyle m={\frac {B+b}{2}}.}
Consequentemente, a área do trapézio é calculada pela multiplicação de sua mediana por sua altura:
{\displaystyle A=mh.}
O lado de um trapézio retângulo pode ser calculado pela formula:
{\displaystyle L={\sqrt {h^{2}+(B-b)^{2}}}.}